# Janata Dal (United)
Janata Dal (United), på tamil ஜனதா தளம் (ஐக்கிய), är ett politiskt parti i Indien. Det bildades 2003 när Samata Party gick ihop med Janata Dal (United). Partiledare är George Fernandes, tidigare ledare för Samata Party. Partiet ingår i National Democratic Alliance, en koalition ledd av BJP.
Partiet betraktas som socialdemokratiskt.